# Gunnery Sergeant

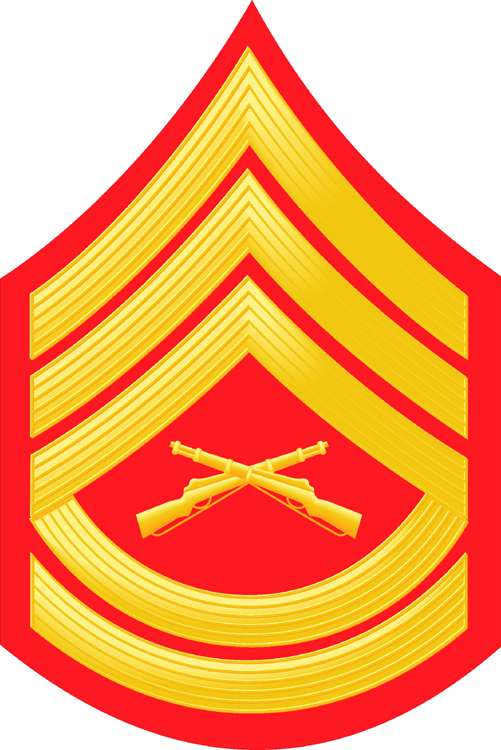
OR-7 Rangabzeichen
Gunnery Sergeant, USMC

Gunnery Sergeant (GySgt) ist ein Unteroffiziersdienstgrad (nco – non-commissioned officer) des US Marine Corps (USMC). Er ist direkt über dem Staff Sergeant und unter dem Master Sergeant angesiedelt und wird nach der Soldstufe E-7 entlohnt. Der entsprechende NATO-Rangcode ist OR-7. Der Rang ist demnach vergleichbar mit einem Hauptfeldwebel/Hauptbootsmann der Bundeswehr und dem Chief Petty Officer der US Navy.

## Aufgaben
Der Gunnery Sergeant ist meist als erster Unteroffizier eines Zuges (platoon) eingesetzt bzw. dem Zugführer (platoon commander) direkt unterstellt. Es ist jedoch auch eine Tätigkeit als Ausbildungsleiter (DI – drill instructor) möglich, um für drei Jahre entweder im Marine Corps Recruit Depot San Diego (Kalifornien) oder auf Parris Island (South Carolina) eingesetzt zu werden. Bevor man jedoch diese Aufgabe wahrnehmen kann, wird man dafür speziell geschult (Drill Instructor School).

## Anrede
Gunnery Sergeants werden von höherrangigen Soldaten und Offizieren für gewöhnlich mit „Gunny“ angeredet. Dieser Spitzname wird als Ausdruck der Wertschätzung und auch Kameradschaft betrachtet und wird, außer in formellen und zeremoniellen Momenten, immer verwendet. Ob auch dienstgradjüngere Soldaten den GySgt mit „Gunny“ ansprechen dürfen, liegt allein in dessen Ermessen.

## Entstehung
| Gunnery Sergeant 1904–1929 | Gunnery Sergeant 1929–1937 | Gunnery Sergeant 1937–1959 | Gunnery Sergeant seit 1960 |
| GySgt von 1904–1929        | GySgt von 1929–1937        | GySgt von 1937–1959        | GySgt seit 1960            |

Während des Spanisch-Amerikanischen Krieges im Jahre 1898 führte das US Marine Corps den Rang des Gunnery Sergeant ein. Das Abzeichen bestand aus drei aufrechten Winkeln, drei darunterliegenden Streifen und einem Gewehr gekreuzt mit einer Marinekanone hinter dem USMC Emblem „Globus, Anker und Adler“ in der Mitte.
1904 wurden die Abzeichen verändert. Zu dieser Zeit bestand das Abzeichen des GySgt aus drei aufrechten Winkeln und zwei darunter befindlichen gekreuzten Gewehren und einer explodierenden Bombe auf rotem Grund.
Da um 1900 fast die Hälfte der Marines an Bord von Schiffen der US Navy eingesetzt waren, waren GySgt originär Sergeants, die kompetent auf dem Gebiet von Handfeuerwaffen, Nachrichtenübermittlung und Marineschießwesen waren.
Nach dem Ersten Weltkrieg wurden GySgt vielfach nicht technisch-spezialisiert in der Marineartillerie eingesetzt, sondern auch mit anderen Aufgaben betraut. Sie wurden als Bürokräfte, Chauffeure, im Wachdienst und als Militärpolizisten gebraucht. Als Anfang 1923 der Dienstgrad des Staff Sergeant eingeführt wurde, untersagte der Commandant of the Marine Corps, dass GySgt weiterhin in dieser Art eingesetzt werden sollten. Stattdessen mussten sie sich nun in Feldern wie der Instandsetzung, Flugmechanik, Kommunikation oder Geschütztechnik qualifizieren. 1929 wurden dem Abzeichen unterhalb zwei Bögen hinzugefügt.
Als der Zweite Weltkrieg vorüber war, wurde die Rangstruktur des US Marine Corps abermals geändert, nicht zuletzt um viele Techniker-Ränge wieder abzuschaffen, die während des Krieges notwendig waren. So wurden unter anderem der First Sergeant, Platoon Sergeant, Quartermaster Sergeant und der Sergeant Major wieder abgeschafft. Zu dieser Zeit war das Abzeichen des GySgt dem heutigen in der Form sehr ähnlich (drei aufsteigende Winkel und zwei anschließende Bögen). Faktisch wurde der Rang des GySgt bei dieser Reform ebenfalls aufgegeben, beziehungsweise durch den Rang des Technical Sergeant ersetzt, wobei informell viele weiter mit „Gunny“ angeredet wurden. Zudem hatte das Abzeichen bereits 1937 die explodierende Bombe in der Mitte verloren.
Von 1958 bis zum 1. Januar 1963 wurde, einschließlich einer Übergangsphase, das Rangsystem der Unteroffiziere abermals verändert. Die Übergangsphase wurde geschaffen, damit altgediente Marines keine Streifen verloren. Es wurden amtierende oder kommissarische Ränge (acting ranks) eingeführt, so konnten die Marines ihre Titel, Abzeichen und Privilegien behalten. Dann wurden sie innerhalb der Übergangsphase in die neuen Ränge befördert. Im Zuge dieser Reform wurde allerdings auch der Technical Sergeant wieder fallen gelassen und die Marines in diesem Rang wurden zu acting Gunnery Sergeants. Das Präfix acting wurde dann am 1. August 1960 auf Befehl des Commandant abgeschafft.
So hatte der Dienstgrad des GySgt eine bewegte Geschichte von seiner Einführung 1898 bis zu seiner letztmaligen Veränderung 1959. In den 1960ern kamen nur noch zwei gekreuzte Gewehre in der Mitte des Abzeichens hinzu.